# Мон-Дор (футбольний клуб)
Футбольний клуб «Мон-Дор» (фр. L'Association Sportive Mont Dore) — новокаледонський футбольний клуб з передмістя Нумеа Мон-Дор. Клуб грає в Дивізіоні пошани Нової Каледонії, найвищому футбольному дивізіоні острова. Домашні матчі клуб проводить на стадіоні «Стад Нума Далі» місткістю 10 тисяч глядачів.

## Титули і досягнення
- Чемпіон Нової Каледонії (5): 2002, 2006, 2010, 2011, 2012
- Володар Кубка Нової Каледонії (3): 2006, 2008, 2009